# Каракокша (село)
Каракокша (рос. Каракокша) — село Чойського району, Республіка Алтай Росії. Входить до складу Каракокшинського сільського поселення.
Населення — 1393 особи (2015 рік).